# Steenhoffstraat 65-75
De woningen aan de Steenhoffstraat 65-75 vormen een gemeentelijk monument in de gemeente Soest in de provincie Utrecht.
Het villacomplex werd ontworpen door architect P. Beekman en gebouwd voor M. Slob. De groep woningen bestaat uit één dubbele woning die geflankeerd wordt door twee vrijstaande woningen. De beide rechter villa's, op nummer 73 en 75, zijn gebouwd in 1925. De andere drie panden zijn gebouwd in 1926.
4 vrijstaande villa's
De nok op het schilddak van de vier bijna identieke vrijstaande huizen staat haaks op de straat. Het rechter deel van de voorgevels bestaat uit een erker die naar boven tot het dak is opgetrokken. Het omlopende schilddak van deze erker is lager dan de nok van het hoofddak. De toegangsdeuren zijn in de linkergevel geplaatst.
dubbele villa
De nok op het schilddak van de dubbele villa op nummer 69-71 loopt evenwijdig aan de straat. Haaks op de voorgevel zijn twee zadeldaken gebouwd met een lagere nok. Ook aan de zijgevels is een zadeldak met lagere nok geplaatst. De voorgevel is symmetrisch, de vensters hebben glas-in-loodbovenlichten.